# Cạnh tranh hoàn hảo
Cạnh tranh hoàn hảo là cạnh tranh trong một mô hình kinh tế được mô tả là một mẫu kinh tế thị trường lý tưởng, ở đó không có người sản xuất hay người tiêu dùng nào có quyền hay khả năng khống chế được thị trường, làm ảnh hưởng đến giá cả. Cạnh tranh hoàn hảo được cho là sẽ dẫn đến hiệu quả kinh tế cao. Những nghiên cứu về các thị trường cạnh tranh hoàn hảo cung cấp cơ sở cho học thuyết về cung và cầu.

## Các giả thiết
Các giả thiết quan trọng để mô hình cạnh tranh hoàn hảo có thể được thành lập là:
- Tất cả các hàng hóa trao đổi được coi là giống nhau. Nghĩa là hàng hóa phải cùng một cấp chất lượng và số lượng. Các hàng hóa bán ra không khác nhau về quy cách, phẩm chất, mẫu mã. Người mua không phải quan tâm đến việc họ mua các đơn vị hàng hóa đó của ai.
- Tất cả người bán và người mua đều có hiểu biết mua đầy đủ về các thông tin liên quan đến việc mua bán, trao đổi.
- Không có gì cản trở việc gia nhập hay rút khỏi thị trường của một người mua hay một người bán.
- Để chiến thắng trong cuộc cạnh tranh các doanh nghiệp buộc phải tìm cách giảm chi phí, hạ giá thành hoặc làm khác biệt hoá sản phẩm của mình so với các đối thủ cạnh tranh

Thị trường cạnh tranh hoàn hảo chủ yếu xuất hiện ở các sản phẩm thiết yếu